# كلارا (فلم)
كلارا فيلم خيال علمي بريطاني كندي تم إنتاجه في 2018 وهو الفيلم الروائي الثاني الذي يخرجه أكاش شيرمان. يقوم ببطولته الزوجان باتريك جاي. أدامز وترويان بيليساريو، حيث يلعب باتريك دور اسحاق عالم في الفيزياء الفلكية بينما تقوم ترويان بدور الفنانة المتجولة كلارا، تتوطد علاقتهما أثناء البحث عن أشكال للحياة الذكية في الكون. يرتكز الفيلم على التقدم التكنولوجي والنظريات الحديثة، ونجح في جذب انتباه علماء الفلك. حصل الفيلم على آراء نقدية متباينة وعلى عدد قليل من الترشيحات من مختلف الهيئات، فاز بجائزة من مهرجان أوستن السينمائي،

## روابط خارجية
- كلارا على موقع IMDb (الإنجليزية)
- كلارا على موقع روتن توميتوز (الإنجليزية)
- كلارا على موقع فيلمافينيتي (الإسبانية)
- كلارا على موقع قاعدة بيانات الفيلم (الإنجليزية)
- كلارا على موقع ليتربوكسد (الإنجليزية)
- كلارا على موقع كينوبويسك (الروسية)